# Xã Kandota, Quận Todd, Minnesota
Xã Kandota (tiếng Anh: Kandota Township) là một xã thuộc quận Todd, tiểu bang Minnesota, Hoa Kỳ. Năm 2010, dân số của xã này là 729 người.